# Burg Pyrmont

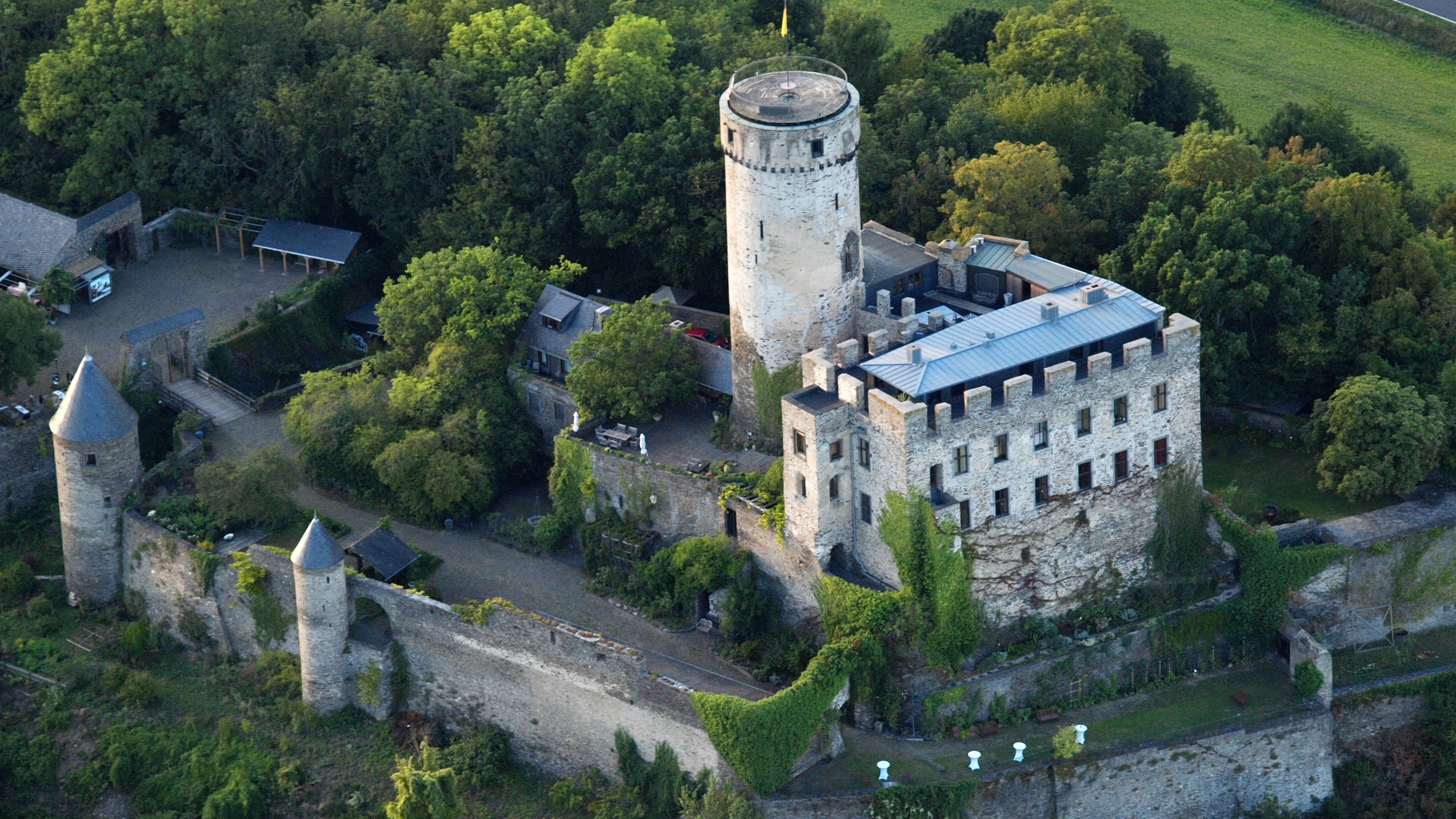
Burg Pyrmont, Luftaufnahme (2015)

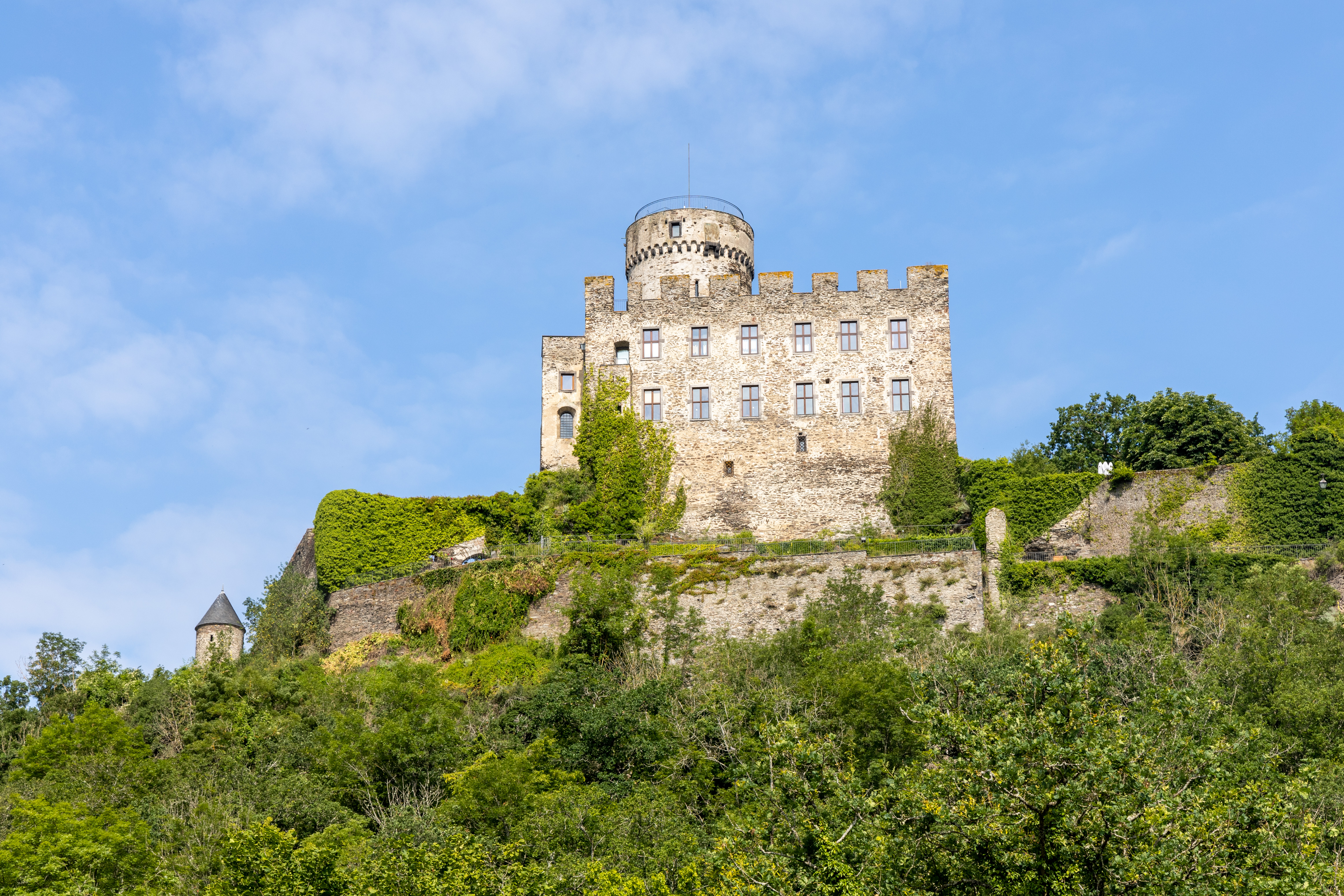
Blick von der Pyrmonter Mühle

Burg Pyrmont ist eine mittelalterliche Wehranlage, die auf einem Schieferfelsen über dem Wasserfall des Elzbachs in der südlichen Eifel errichtet wurde. Sie liegt westlich von Münstermaifeld in der Gemarkung der Ortsgemeinde Roes im Landkreis Cochem-Zell.

## Geschichte
1225 erstmals urkundlich erwähnt, wurde die Felsenburg wohl Ende des 12. Jahrhunderts auf pfalzgräflichem Territorium durch Kuno von Schönberg errichtet. Dessen Sohn Kuno II. nannte sich als erster seiner Familie „Herr zu Pyrmont“.
Kuno VI. von Pyrmont verfügte 1441 testamentarisch, wie sein Erbe und damit auch Burg Pyrmont unter seinen drei zerstrittenen Söhnen Heinrich VI., Johann und Friedrich aufzuteilen sei, um den Stammsitz des Geschlechts vor Erbteilung zu bewahren. Doch das verhinderte den Erbschaftsstreit um die Burganlage nicht. Über Heinrich VI. von Pyrmont wurde wegen der Streitigkeiten mit seinen Brüdern sogar die Reichsacht verhängt, und die Verwaltung seines Burganteils fiel seinem Bruder Friedrich zu. In der zweiten Hälfte des 15. Jahrhunderts wurde Heinrich VI. von Kaiser Maximilian I. in den Stand eines Freiherrn erhoben und war Herr von Pyrmont. Er hatte zwar zwei eheliche Söhne, aber den Pyrmonter Besitz erbte seine Tochter Elisabeth. Durch ihre Heirat mit Philipp von Eltz fiel die Burg an dessen Familie.
Auch die Eltzer waren sich nicht immer über die Verteilung ihres Erbes einig. 1652 verkaufte eine der Eltzer Erbinnen aufgrund anhaltender Streitigkeiten ihren Anteil an Mitglieder der Familie Waldbott von Bassenheim. Sie wurde aufgrund dieses Besitzes zwei Jahre später in den Reichsfreiherrnstand erhoben und erwarb 1710 einen weiteren Eltzer Anteil an Burg Pyrmont, der 1695 an Kurtrier gefallen war.
Die Waldbott begannen 1712 damit, die mittelalterliche Burg in ein repräsentatives Schloss umzubauen. So wurde der Palas auf drei Geschosse erhöht und mit großen Fenstern ausgestattet. Die heutige Freitreppe an seiner Südseite stammt ebenfalls aus dieser Zeit. Baumeister war Benedikt Burtscher.
Während der Zeit der Französischen Revolution flohen die Besitzer 1789 vor den französischen Truppen auf ihre rechtsrheinischen Besitzungen, und nur fünf Jahre später wurde die Burg zu französischem Nationaleigentum erklärt. Es folgte das Schicksal, das viele linksrheinisch gelegene Burganlagen mit ihr teilten: 1810 wurde sie mit sieben Hektar Land für 4550 Franken auf Abbruch versteigert. Der neue Eigentümer Franz Georg Severus Weckbecker aus Münstermaifeld verkaufte alles Verwertbare. Die Reste der Gebäude verfielen zusehends.
1818 kaufte Graf Friedrich Karl Waldbott von Bassenheim die Burg zurück. Aufgrund der Verschuldung seines Sohnes Hugo Waldbott von Bassenheim wurde sie 1862 zwangsversteigert. Ihm folgten mehrere Nachbesitzer, von denen aber niemand die Ruine wiederaufbaute. Erst die Familie des Architekten Franz Krause, der unter anderem als Zeichner für Die Kunstdenkmäler der Rheinprovinz tätig war, machte ab 1912 einen Teil der heruntergekommenen Burganlage wieder bewohnbar. Für weitere wichtige Sanierungen fehlten ihr jedoch die finanziellen Mittel.
1963 nahmen sich die beiden Düsseldorfer Architekten Helmut Hentrich und Hubert Petschnigg (Gründer der Architektenpartnerschaft HPP Architekten) der Überreste von Burg Pyrmont an. Nach dem Kauf begannen sie mit Sicherungsarbeiten und einem allmählichen Wiederaufbau, insbesondere der Kernburg. Im Jahr 1990 wurde das Burgareal für Besucher geöffnet. In den Innenräumen können heute alte Möbel und Ausstattungsteile besichtigt werden, die die Räume mit Geschichte füllen und zum Teil an die früheren Burgeigentümer erinnern. In der wiedererrichteten Vorburg befindet sich ein Andenkenladen.

## Beschreibung

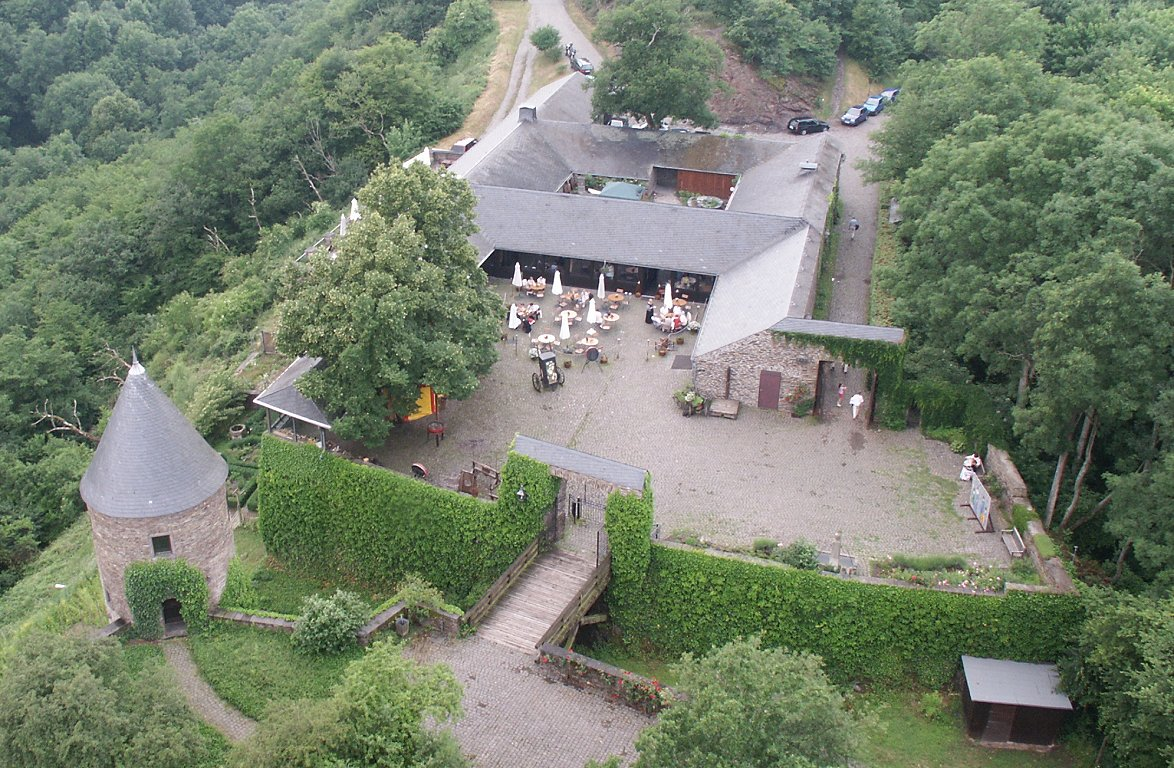
Vorburg der Burg Pyrmont

Die unregelmäßig rechteckige Anlage wurde im typischen Stil der Stauferzeit erbaut. Der 24,5 Meter hohe, runde Bergfried folgt dem Typus des Donjons und war der erste seiner Art im gesamten Mittelrheingebiet. Er besitzt zwei Gewölbedecken, ist mit Kaminen ausgestattet und kann als Aussichtsturm bestiegen werden. Er trug zuletzt ein Kegeldach. In seinem Schatten ist auch heute noch der 49 Meter tiefe Sodbrunnen erhalten.
Ein ab dem 15. Jahrhundert entstandener Zwinger mit Rundtürmen schützte die Kernburg. Ein tiefer Halsgraben trennt Kernburg und Zwinger von der Vorburg, die im Zuge des Wiederaufbaus neu errichtet wurde.
Der Zwinger nahm einst auch Wohn- und Wirtschaftsgebäude auf, von denen nur der große Fuderkeller erhalten ist. Unter dem modernen Verwalterhaus befindet sich das alte Nordtor, das bis zur Erweiterung der Burg ab dem 15. Jahrhundert der eigentliche Zugang war.
Die auf dem Felsen hoch über dem Zwinger errichtete Kernburg besteht aus dem ehemals dreistöckigen Palas, dem daran angeschlossenen Küchenbau und dem Bergfried. Mit dem barocken Ausbau der Burg ab 1712 hatten Palas und Küchenbau ein Dach erhalten, das bis zur Spitze des Bergfrieds reichte. Die Fassaden wurden im Barock durch Einbau neuer Fenster vereinheitlicht. Palas und Küchenbau sind nur in zwei Stockwerken und mit einem Flachdach wiederhergestellt. Die Reste des dritten Stockwerks erinnern daran, dass die Burg lange Zeit Ruine war.
Der Palas besteht im Erdgeschoss aus einer Eingangshalle, dem Rittersaal und kleineren Räumen; an ihn angebaut ist der Rest der Burgkapelle. Im Erdgeschoss des Küchenbaus ist in der alten Kubatur eine Küche eingerichtet.
Unterhalb der Burg liegt noch ein von Trockenmauern gestützter, offenbar nie vollendeter Garten des 18. Jahrhunderts, darunter ein Fischteich. Im Süd- und Westhang sind noch Spuren des bis ins 18. Jahrhundert bei der Burg betriebenen Weinbaus erkennbar.

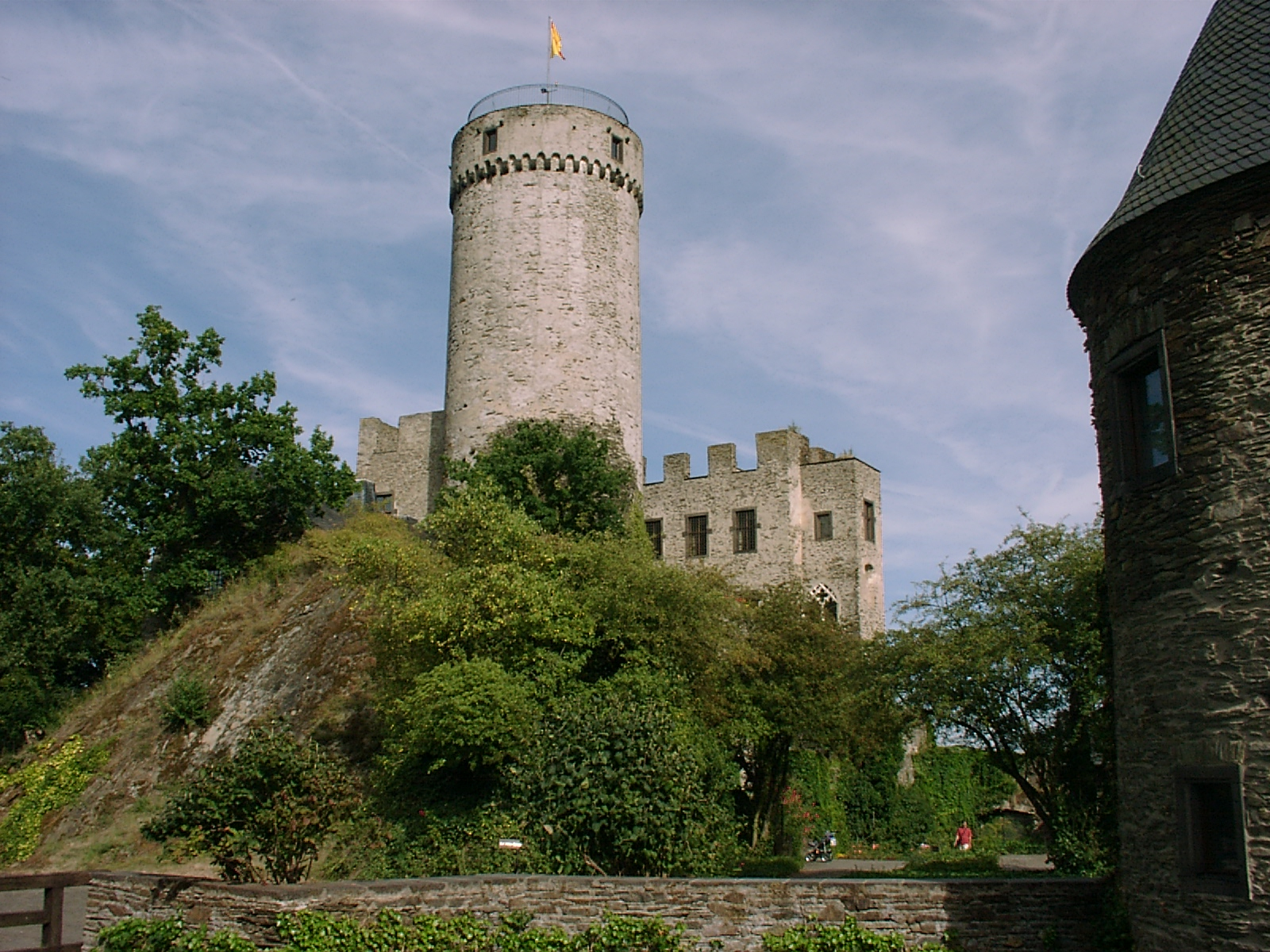
Ansicht von Westen
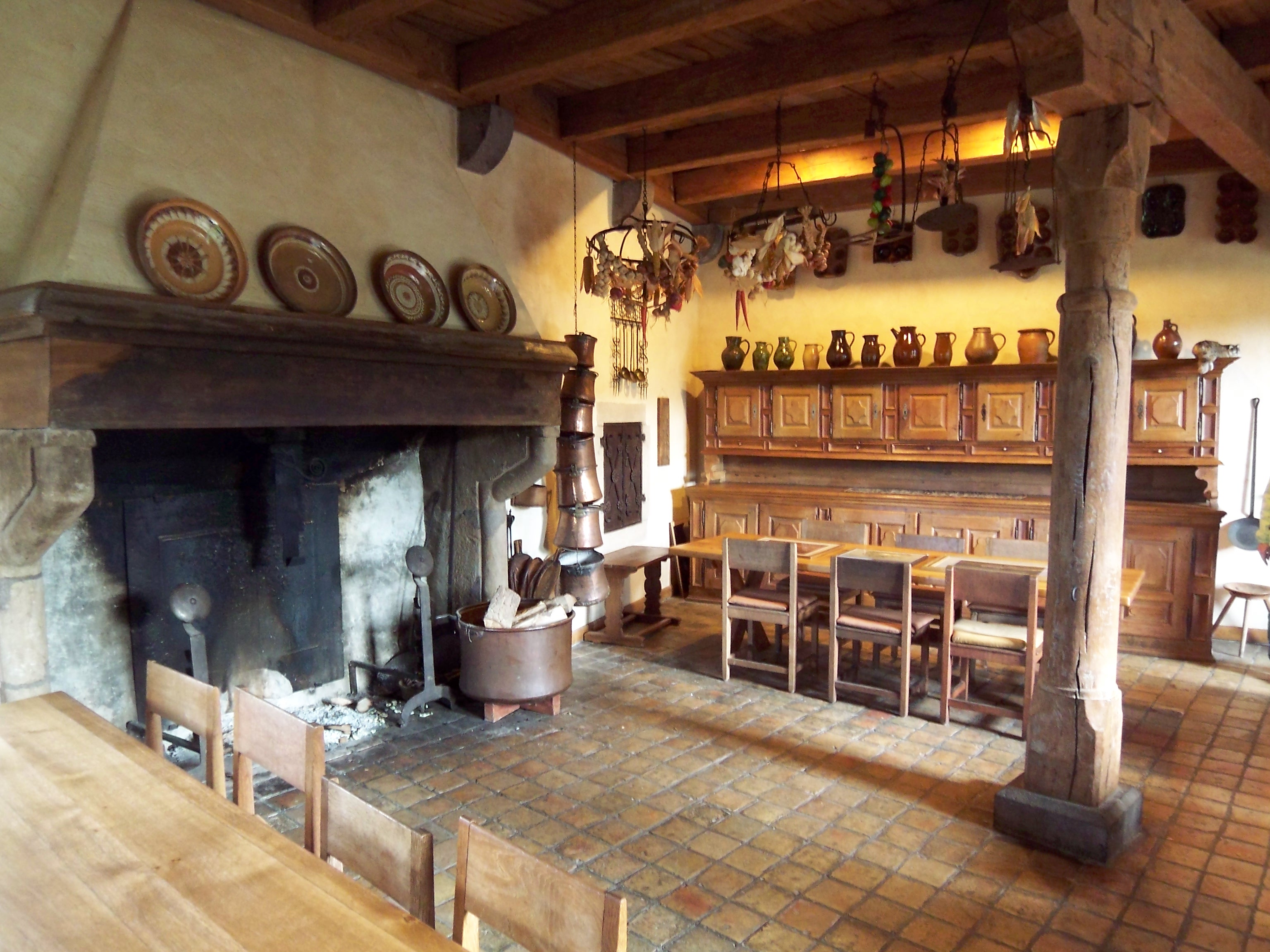
Innenansicht: Küche
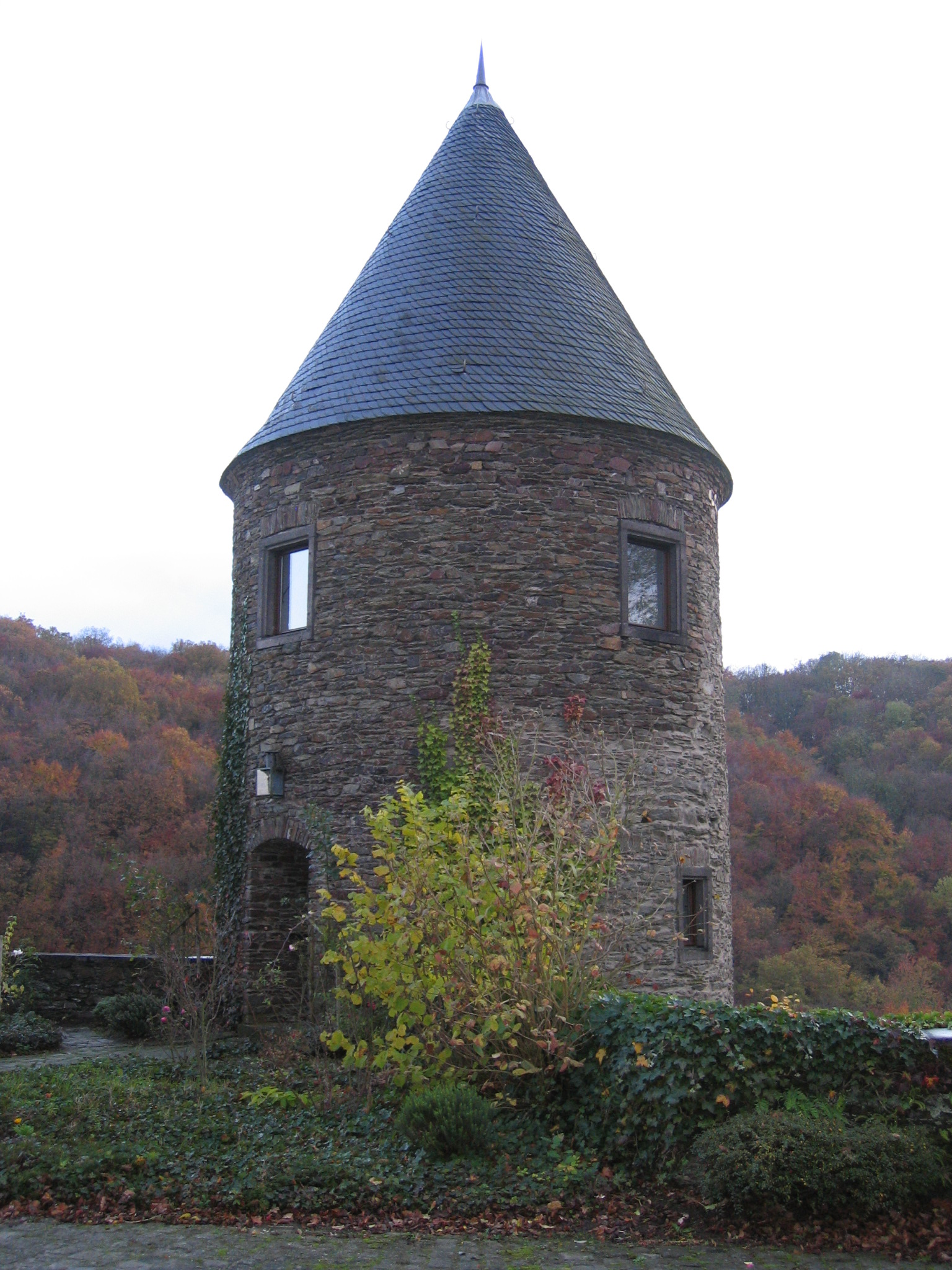
Rundturm des ehemaligen Zwingers
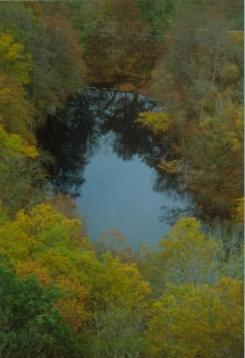
Burgteich